# Louis Le Bastard
Pour les articles homonymes, voir Le Bastard.
Louis Le Bastard, né le 4 mai 1906 à Lignol dans le Morbihan, mort le 23 janvier 1945 en forêt d'Illwald dans le Bas-Rhin, est un officier des Forces françaises libres pendant la Seconde Guerre mondiale, Compagnon de la Libération. 

## Biographie
Louis Le Bastard naît à Lignol, Morbihan le 4 mai 1906. Il est le fils de cultivateurs bretons, Joseph Le Bastard et Marie Julienne Allanic,.
Il effectue son service militaire dans l'infanterie, de mai 1926 à novembre 1927. Il décide de s'engager un an plus tard, et part au Tonkin de 1930 à 1932 ; il devient sergent. Le Bastard passe deux ans en Tunisie, de 1934 à 1936, au 18e régiment de tirailleurs sénégalais.
Pendant la Seconde Guerre mondiale, Louis Le Bastard est adjudant, chef de poste au Cameroun, à la frontière avec le Gabon. Il se rallie avec ses hommes à Philippe Leclerc et à la France libre le 27 août 1940. 
En octobre suivant, il prend part à la campagne du Gabon pour rallier ce territoire à la France libre, formant l'Afrique française libre. Promu sous-lieutenant en décembre 1941, il s'entraîne pendant quatre mois près de Yaoundé avec le 3e bataillon du nouveau régiment de tirailleurs du Cameroun. Son bataillon devient en mars 1942 le bataillon de marche n° 5, il part avec lui en Syrie puis en Égypte où le bataillon fusionne dans la 2e brigade de la 1re division française libre (1re DFL).
Il participe alors à la guerre du Désert comme chef de section de Bren Carriers et prend part en octobre 1942 aux combats de la seconde bataille d'El Alamein. Il capture à lui seul une dizaine de prisonniers au cours de cette campagne. Il participe ensuite à la campagne de Tunisie et aux combats de Takrouna, puis est promu lieutenant.
Le Bastard débarque en Italie en avril 1944 et se distingue dans la campagne d'Italie, notamment les 18 et 19 mai à l'attaque du Rio Forma Quesa. Il est blessé le 13 juin en résistant à une contre-attaque allemande, refuse d'être évacué et parvient à stopper les allemands jusqu'à l'arrivée de renforts.
Il participe au débarquement de Provence d'août 1944 et à la bataille pour la libération de Toulon. Il remonte ensuite la vallée du Rhône puis prend part à la campagne des Vosges et à la bataille d'Alsace. Sa division prend au sud de Strasbourg la relève de la 2e DB, début janvier 1945. 
Le 23 janvier, il mène sa section de mitrailleuses en accompagnant une attaque vers l'Ill pour réduire la poche de Colmar,. Il fait avancer ses pièces d'artillerie en première ligne et règle lui-même des tirs précis. En installant une nouvelle position, il est gravement blessé par un obus, ne peut pas être évacué et meurt sur place en forêt d'Illwald, au sud de Saint-Hippolyte dans le Haut-Rhin et près de Sélestat dans le Bas-Rhin,. Il est enterré dans le village où il est né, à Lignol, dans le Morbihan.
Il est créé Compagnon de la Libération à titre posthume, par le décret du 17 novembre 1945.

## Distinctions et hommages

### Décorations

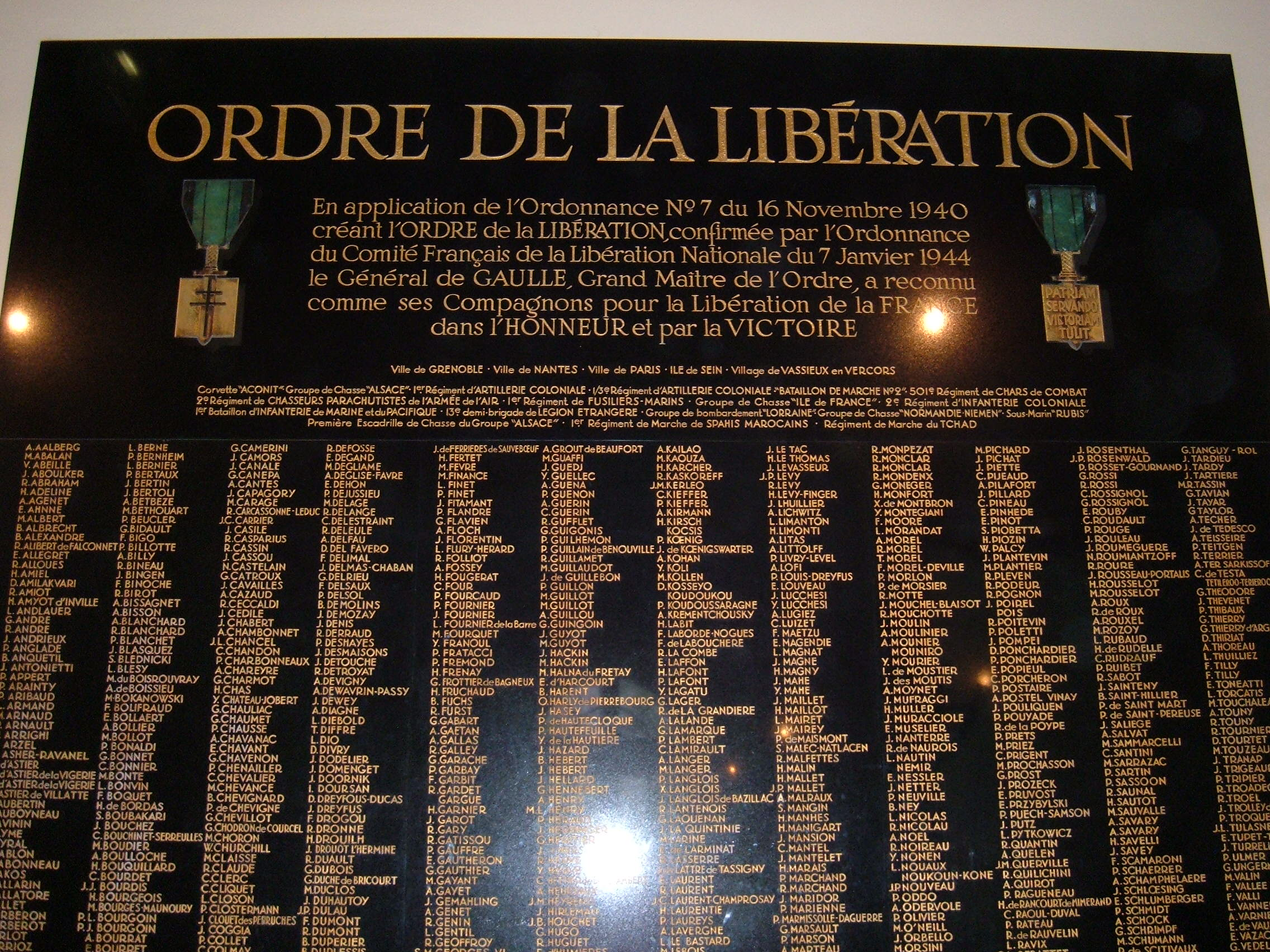
Le nom « L. Le Bastard » figure sur la plaque des Compagnons au musée de l'Armée, à Paris.

- Chevalier de la Légion d'honneur.
- Compagnon de la Libération à titre posthume par décret du 17 novembre 1945[3].
- Croix de guerre 1939–1945, deux citations.
- Médaille de la Résistance française par décret du 3 aout 1946[4].
- Médaille coloniale avec mention « Libye ».

### Autres hommages
Une rue porte son nom à Lignol, la « rue du Lieutenant Louis Le Bastard ».
Son nom figure au musée de l'Armée, à Paris, sur la grande plaque dédiée aux compagnons de la Libération ; il figure aussi sur le monument aux morts de Lignol.
Des hommages lui sont régulièrement rendus lors des commémorations, comme le 18 juin 2016 au plateau de la Garenne à Vannes.